# Space Police: Defenders of the Crown
Space Police: Defenders of the Crown é o décimo álbum da banda alemã de heavy metal Edguy. Foi lançado em 18 de abril de 2014 pela Nuclear Blast. A capa foi revelada em 1 de fevereiro, e, 15 dias depois, a banda revelou as faixas.

## Precedentes e gravações
O vocalista e líder da banda Tobias Sammet vem promovendo o álbum como sendo o mais pesado que a banda já fez, uma promessa que ele reitera diversas vezes em sua conta no Twitter. Ele foi composto em dois meses, com os membros da banda trabalhando todos juntos no mesmo estúdio na companhia do produtor Sascha Paeth. A banda afirmou o seguinte sobre o disco:
| “ | Nós nos focamos naquilo que faz esta banda única e gravamos o que acreditamos que será o mais forte e pesado álbum que o Edguy já gravou. [...] Não há dúvidas de que este álbum será o álbum em comparação ao qual o Edguy será medido no futuro. | ” |

Em uma entrevista, Tobias e o guitarrista solo Jens Ludwig explicaram que o título do álbum é baseado em duas de suas faixas, pois eles pensaram que ambas eram adequadas para o novo trabalho. Segundo Tobias, Defenders of the Crown é uma referência ao Edguy ser o verdadeiro "defensor da coroa do heavy metal", enquanto que Space Police soou como Frank Zappa ou David Bowie e é um título que a maior parte das bandas de heavy metal não usaria. Em outra entrevista, Tobias comentou:
| “ | Como nós não conseguíamos decidir qual título era melhor, nós pegamos os dois. Ele faz sentido? Não! Ele soa empolgante: Pode crer! Missão cumprida! | ” |

## Informações das faixas
A faixa de abertura "Sabre & Torch" (que recebeu um lyric video em 17 de março de 2014 ) se refere à atitude da banda, fazendo coisas que outros não esperam. "Nós nos sentimos como exploradores: Nós vamos aonde nenhum homem esteve antes, armados apenas com um sabre em uma mão e uma tocha na outra..."
A co-faixa título "Space Police" foi descrita por Tobias como "uma faixa que realmente reflete o que esta banda é. É maluca mas poderosa e muito, muito criativa, cativante... Ela tem pegada." Segundo ele, o termo "polícia do espaço" é uma metáfora para pessoas que querem criar e fazer valer leis em territórios que não deveriam ser limitados por regras. No caso, ele critica pessoas que tentam dizer a bandas de rock o que fazer e o que dizer quando os músicos querem viver acima das regras e sem limitações.
| “ | Os Policiais do Espaço espreitam em todos os lugares, nos corredores do poder da indústria da música, na imprensa, alguns são seus ex-fãs que te amavam quando você era uma banda underground que não havia se vendido ainda. Você sabe, babaquice infantil... | ” |

Tobias descreveu o single "Love Tyger" como um "tribute a si mesmo". O riff de guitarra desta faixa foi concebido pelo próprio Tobias.
"Alone in Myself" é sobre "a sensação de perceber que o mundo à sua volta não percebe as coisas do jeito que elas deveriam ser percebidas", e como alguém pode ser mal compreendido por não encontrar as palavras certas para se expressar.
A faixa de encerramento "The Eternal Wayfarer" fala da imortalidade da alma, sobre a qual Tobias ainda está procurando evidências, mas não encontrou ainda.
A edição limitada do álbum vem com quatro versões instrumentais de faixas da edição regular, uma versão progressiva de "Space Police" e duas faixas bônus: "England", uma canção sobre a Inglaterra; e "Aychim in Hysteria", cuja letra é uma homenagem ao engenheiro de som ao vivo da banda, e, musicalmente, é um tributo ao grupo britânico Def Leppard, especialmente à era Hysteria deles.

## Faixas
Todas as faixas escritas e compostas por Tobias Sammet, exceto as faixas 7 e 8, por Jens Ludwig. 
| N.º            | Título                                                            | Duração |  |
| 1.             | "Sabre & Torch" (Sabre & Tocha)                                   | 5:00    |  |
| 2.             | "Space Police" (Polícia Espacial)                                 | 5:59    |  |
| 3.             | "Defenders of the Crown" (Defensores da Coroa)                    | 5:39    |  |
| 4.             | "Love Tyger" (Tigre do Amor)                                      | 4:26    |  |
| 5.             | "The Realms of Baba Yaga" (Os Reinos de Baba Yaga)                | 6:06    |  |
| 6.             | "Rock Me Amadeus (cover de Falco)" (Balance-me Amadeus)           | 3:20    |  |
| 7.             | "Do Me Like a Caveman" (Transe Comigo Como um Homem das Cavernas) | 4:09    |  |
| 8.             | "Shadow Eaters" (Devoradores de Sombras)                          | 6:08    |  |
| 9.             | "Alone in Myself" (Sozinho em Mim Mesmo)                          | 4:36    |  |
| 10.            | "The Eternal Wayfarer" (O Eterno Andarilho)                       | 8:50    |  |
| Duração total: | Duração total:                                                    | 54:26   |  |

Todas as faixas escritas e compostas por Tobias Sammet, exceto a faixa 7, por Jens Ludwig. 
| Faixas bônus da edição limitada | |         |  |
| N.º                             | Título | Duração |  |
| 1.                              | "England" (Inglaterra)                                                                                         | 4:28    |  |
| 2.                              | "Aychim in Hysteria" (Aychim em Histeria)                                                                      | 4:03    |  |
| 3.                              | "Space Police (progressive version)" (Polícia Espacial (versão progressiva))                                   | 6:03    |  |
| 4.                              | "Space Police (instrumental version)" (Polícia Espacial (versão instrumental))                                 | 6:01    |  |
| 5.                              | "Love Tyger (instrumental version)" (Tigre do Amor (versão instrumental))                                      | 4:27    |  |
| 6.                              | "Defenders of the Crown (instrumental version)" (Defensores da Coroa (versão instrumental))                    | 5:40    |  |
| 7.                              | "Do Me Like a Caveman (instrumental version)" (Transe Comigo Como um Homem das Cavernas (versão instrumental)) | 4:11    |  |
| Duração total:                  | Duração total:                                                                                                 | 34:53   |  |

## Integrantes
- Tobias Sammet - Vocais
- Jens Ludwig - Guitarra solo
- Dirk Sauer - Guitarra rítmica
- Tobias Exxel - Baixo
- Felix Bohnke - Bateria